# امرأة بلا قلب (فلم)
امرأة بلا قلب هو فيلم دراما مصري من إخراج ياسين إسماعيل ياسين وبطولة سهير المرشدي، محمود عبد العزيز، لبلبة، زوزو نبيل، سمير غانم وسعاد نصر. صدر الفيلم في 3 سبتمبر 1978.

## نبذه
تعود (سهير) من الخارج بعد وفاة زوجها،وتلتقي بحماتها (فاطمة) التي تستقبلها استقبالًا فاترًا. تضع (سهير) مولودها فتوهمها (فاطمة) أن المولود مات، حيث إنها تريد الاستيلاء على ميراث ابنها وذلك بمساعدة الفتاة الخرساء (ألفت) ،التي تقرر أن ترشد (سهير) إلى مكان ابنها، وإذا بها تكتشف أن المرأة التي معها في المنزل ليست حماتها (فاطمة) بل هي امراة تنتحل شخصيتها، وعندما تقرر كشف الأمر تجد نفسها محبوسة في المنزل، فيحاول (علاء) ابن عم زوجها مساعدتها.

## طاقم العمل
- سهير المرشدي بدور سهير
- محمود عبد العزيز بدور علاء- عادل
- لبلبة بدور نجلاء
- زوزو نبيل بدور علوية هانم
- سمير غانم بدور يحيي
- سعاد نصر بدور ألفت

## وصلات خارجية
- مقالات تستعمل روابط فنية بلا صلة مع ويكي بيانات
- امرأة بلا قلب على موقع الدهليز